# Гаррота
Гарро́та (исп. garrote, dar garrote «закручивание, затягивание») — инструмент для удушения человека. Имеется два основных применения: орудие казни и пыток и вид холодного оружия.

## Орудие казни и пыток

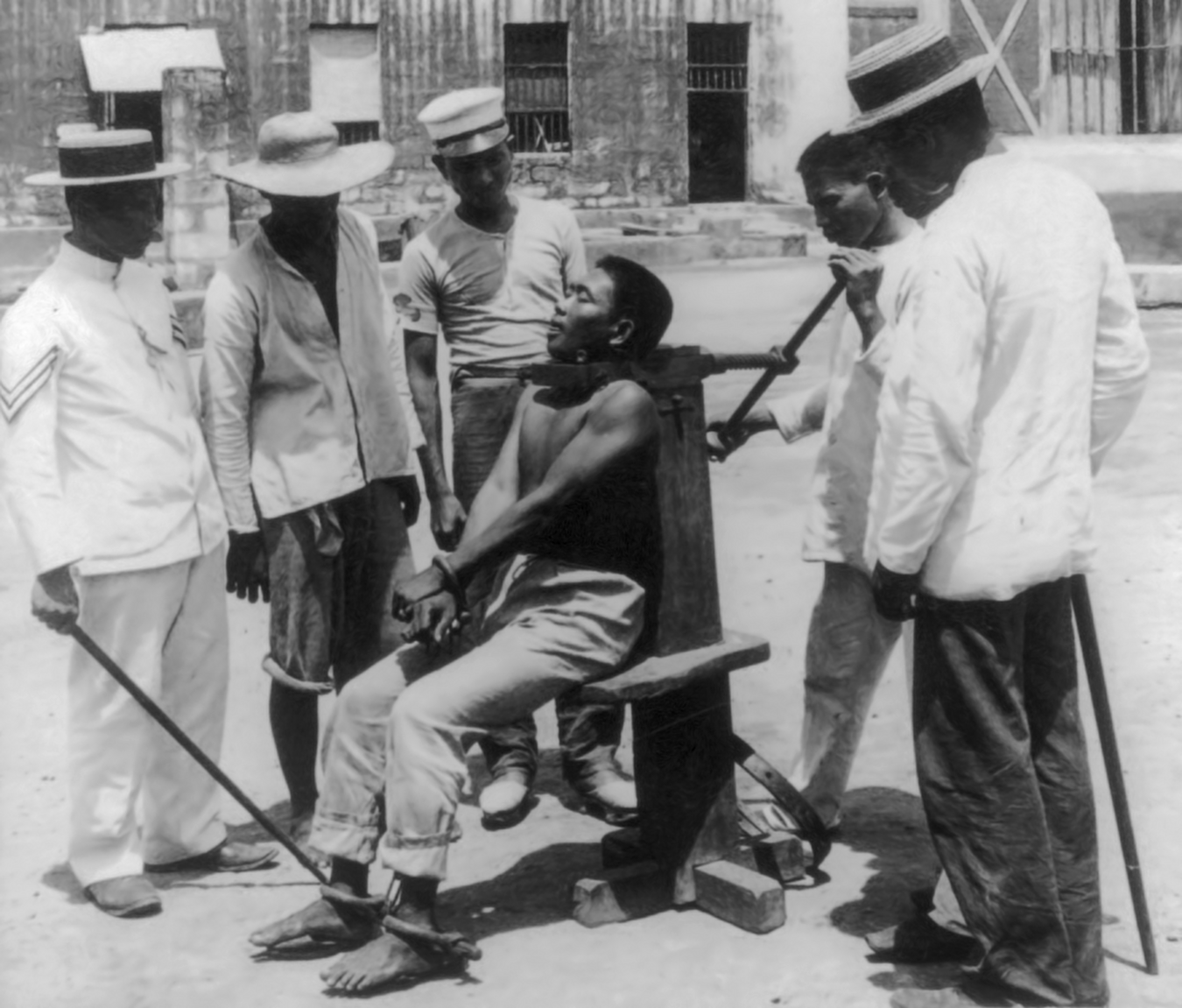
Казнь гарротой на Филиппинах, 1901 г.

Гарро́та — орудие казни через удушение в Испании. Первоначально гаррота представляла собой петлю с палкой, при помощи которой палач умерщвлял жертву. С течением времени она трансформировалась в металлический обруч, приводившийся в движение винтом с рычагом сзади. Перед казнью осуждённый привязывался к стулу либо столбу; на голову ему надевался мешок. После исполнения приговора мешок снимали, чтобы зрители могли видеть лицо жертвы.
Позднее гаррота совершенствовалась. Так, появилась каталонская гаррота, где винт был снабжён остриём, которое при повороте постепенно ввинчивалось в шею осуждённого и дробило ему шейные позвонки.

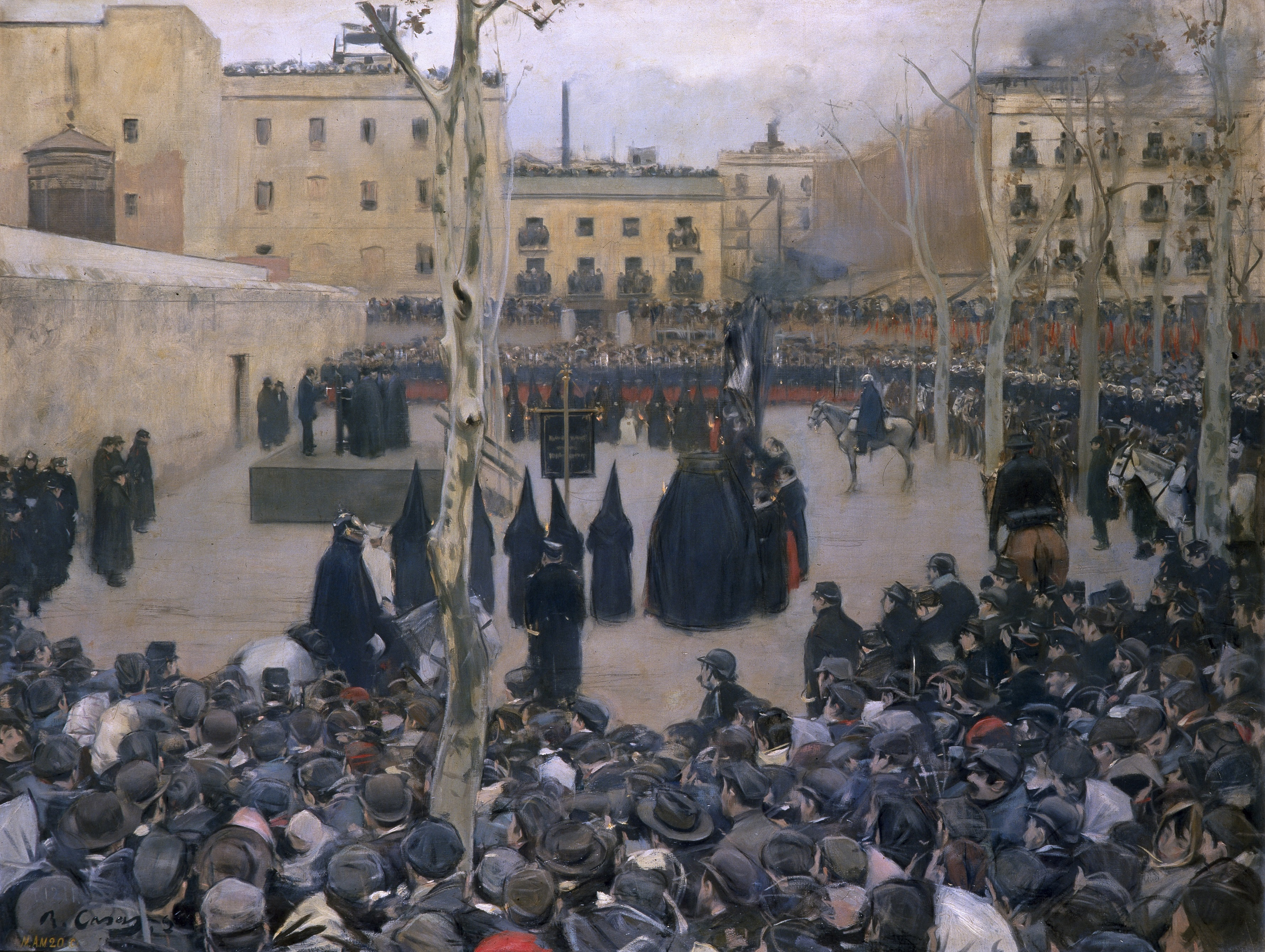
Рамон Касас. Подлая гаррота. 1894

В 1828 году Фердинанд VII отменил казнь через повешение и ввёл гарроту как единственный законный способ казни в Испании для уголовных преступников.
Различались следующие виды казни:
- «благородная гаррота» — казнимый следовал к месту казни в седле на лошади и сам давал сигнал к экзекуции,
- «обычная гаррота» — доставка на лошади или муле,
- «подлая гаррота» (исп. garrote vil) — осуждённый следовал на осле или пешком (термин «подлая гаррота» также употребляется в Испании как общее название этой формы казни).

В период завоевания Америки конкистадорами гаррота получила распространение в испанских колониях.
Например, при помощи гарроты был казнён последний император империи Инков Атауальпа. Применялась также в США до изобретения электрического стула.
Последняя казнь гарротой произведена в 1974 году (Сальвадор Пуч Антик). В 1978 году смертная казнь в Испании была полностью отменена.

## Вид холодного оружия

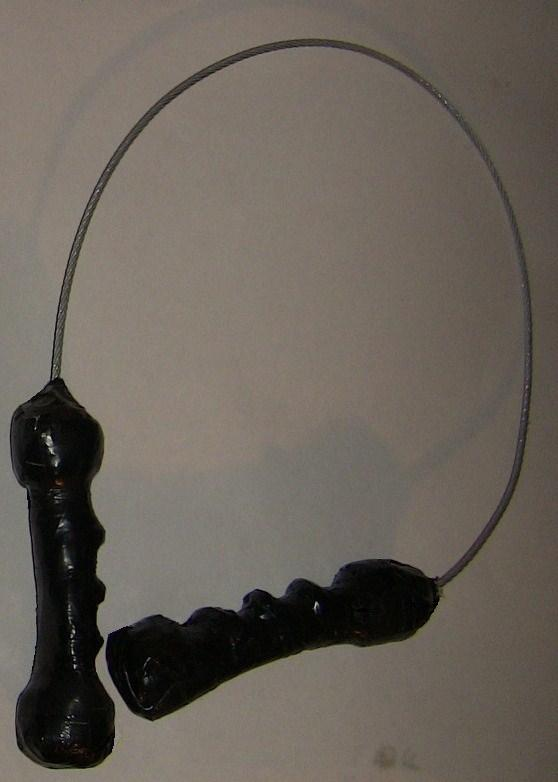
Струна фортепиано, преобразованная в гарроту

Гарротой также называют оружие ближнего боя, род удавки, изготовленное из прочного шнура длиной 30—60 см с прикреплёнными к его концам ручками. В начале XX века гаррота получила широкое распространение среди членов организованной преступности в США, став «визитной карточкой» профессиональных убийц из Cosa nostra, кроме того, подразделения специального назначения взяли гарроту на вооружение, используя её для бесшумного убийства часовых. По внешнему облику гаррота отдалённо напоминает японские нунчаки.